# エリック・ウィナルダ
エリック・ウィナルダ (Eric Boswell Wynalda 1969年6月9日 - ) は、アメリカの元サッカー選手、スポーツキャスター。現在はFOXスポーツ1でサッカー解説をしつつ、北米サッカーリーグ(NASL)のアトランタ・シルバーバックスのテクニカルダイレクターの職に就いている。
ウィナルダは1996年のメジャーリーグサッカー(MLS)で最初のゴールを記録した選手として、また、2008年まではアメリカ代表の最多得点記録者でもあった。ウィナルダは「狡猾で、ボールのないときにも精力的に動き、強烈なシュートの持ち主」と評された。2004年にアメリカサッカー殿堂に選ばれている。

## 経歴

### ユースと大学時代
デンマーク系アメリカ人のウィナルダは、ウエストレイクビレッジで生まれ育った。少年の頃、ウィナルダの父親がコーチをしていたウエストレイクウルブスに所属し、全米ユースサッカー協会(AYSO)の州大会で優勝した。その年、そのリーグの他の全チームの得点数よりも多くのゴールを挙げた(16試合58ゴール)。ウィナルダのサッカー技術は年々向上し、ウエストレイク高校にいた時には3度の全州選抜に選ばれ、のちに代表でもともに活躍するコビ・ジョーンズとも知り合った。
ウィナルダはサンディエゴ州立大学(SDSU)に進学し、1987年から1989年まで大学のチームであるアズテクスの一員としてプレーし34ゴールと25以上のアシストを3シーズンで記録した。1年次にSDSUは全米大学体育協会(NCAA)のサッカー選手権でブルース・マーレイが率いるクレムソン・タイガーズに辛酸をなめた。SDSUにいる間、並行して地元のセミプロクラブ、ウエスタン・サッカー連盟のサンディエゴ・ノーマッズで2シーズンを過ごし、1988年に１試合、1989年に5試合をノーマッズでプレーしている。

### プロキャリア
1990年ワールドカップに向けて、ウィナルダはアメリカ合衆国サッカー連盟(USSF)と契約した。ワールドカップの後に、ローン移籍で北米プロサッカーリーグのサンフランシスコベイ・ブラックホークスへ移籍した。3シーズン近くブラックホークスに所属はしていたものの、指折り数えるほどしかチームのためにはプレーせず、ほとんどがアメリカ代表チームのために時間を割いていた。
1992年8月、USSFは再びローン移籍でドイツ・ブンデスリーガの1.FCザールブリュッケンに4万5千ドルで移籍した。ザールブリュッケンに到着したウィナルダは、ドイツのトップリーグ初のアメリカ人選手として迎えられた。ウィナルダはすぐにシーズンの前半で8ゴールとクラブにインパクトを残した。この活躍でザールブリュッケンはUSSFからウィナルダを40万5千ドルで買い取った。ウィナルダはブンデスリーガの最優秀新人賞を獲得、それはアメリカ生まれの選手が獲得した賞として、世界中に大きな衝撃を与えた。2年目のシーズンである1993-1994年は14ゴール25アシストを叩き出し、リーグのベストプレーヤーとして名を挙げられ、これもまた、アメリカ出身選手としての快挙としてヨーロッパのリーグでの快挙となった。ウィナルダは、シーズン終了後に2部クラブのVfLボーフムに85万ドルで移籍した。ウィナルダは8月30日にヘルニアの手術を受けたからである。
ウィナルダは1996年にアメリカに戻り、メジャーリーグサッカー(MLS)と契約した。新しいリーグを創設するにあたって、有名選手は新しいチームに均等に配分されることになっていて、リーグはウィナルダをサンノゼ・クラッシュに充てた。4月6日、D.C.ユナイテッド戦でリーグ創設初のゴールを決めた。この年、ウィナルダはUSサッカーアスリートオブザイヤーを獲得している。
ウィナルダは1999年にメキシコのクラブ・レオンにローン移籍した。ウィナルダはレオンにいる間、前十字靭帯と左膝半月板損傷で何ヶ月もの間、戦線離脱の苦痛な日々を過ごした。その後、1999年の最初の11試合を欠場し、クラッシュはマイアミ・フュージョンにウィナルダをトレードした。2000年8月、今度はフュージョンがニューイングランド・レボリューションにイヴァン・マッキンリーとトレードしたが、これはフュージョンの攻撃陣を弱体化させる結果になった。
2001年5月3日、レボリューションはシカゴ・ファイアーとの間にジョン・ウォリニークとの間にトレードが成立し、ウィナルダのMLSでのキャリアはこのシーズン限りで終わり、MLSでの通算はレギュラーシーズンで34ゴール、プレーオフで2ゴールという記録を残した。2002年、ウィナルダはロサンゼルス・ギャラクシーに加入するという話があり、ギャラクシーで引退するという話もあった。しかしギャラクシーとの交渉はうまく行かず、ウィナルダはユナイテッド・サッカーリーグ(USL)のチャールストン・バッテリーと契約した。チームに参加してすぐのプレシーズンマッチで前十字靭帯を断裂し、引退をすることを決意したためサッカー解説者の道へ進んだ。

### 代表
ウィナルダは、1990年2月2日のコスタリカ戦で代表初出場を果たした。同年3月14日、ウィナルダはUSSFと契約し代表チームに常に帯同することとなった。イタリアワールドカップでのチェコスロバキア戦でレッドカードを受けた。
1994年のワールドカップ、スイス戦で25.6メートルのフリーキックを決め、引き分けに持ち込んだ。そして、コパ・アメリカ1995では全試合に出場し、チリとアルゼンチンを相手にゴールを決めている。
1998年、ウィナルダは3度目のワールドカップ(フランス開催のワールドカップ)に参加し、3度のワールドカップメンバー入りは当時、アメリカ史上タブ・ラモス、マルセロ・バルボアと合わせ、3人だけの偉業だった。しかし、ウィナルダはノーゴールで大会を終えた。
ウィナルダは代表を引退し、残した記録は106試合34ゴールだった。ウィナルダのゴール記録は2007年にランドン・ドノバンがCONCACAFゴールドカップでのメキシコ戦でのペナルティキック(PK)を決めるまで追いつかれることはなく、翌年のスウェーデンとの親善試合でのPKで遂に新記録を打ち立てられた。
ウィナルダはアメリカの1990年代の最高の選手、CONCACAFの同年代の最高の選手とされ、2004年にはアメリカサッカー殿堂入りを果たした。

## 引退後
2005年、USLプレミアデベロップメントリーグのベイカーズフィールド・ブリゲードがウィナルダをテクニカルダイレクターとして迎え入れ、2007年には、彼を短期ながらも選手としてシーズン終盤に登録する契約をした。同年5月1日、シーズンを通しての契約をブリゲードと取り交わすことに合意した。
彼はまた、ロサンゼルスにある30歳以上限定のアマチュアチーム、ハリウッド・ユナイテッドでも、元代表の仲間、アレクシー・ララスとジョン・ハークス、元フランス代表のフランク・ルブーフ、元ウェールズ代表のヴィニー・ジョーンズ、そして俳優のアンソニー・ラパーリアとサッカーに興じている。なお、テッドは、ロサンゼルス・オリンピックサッカーリーグに所属している。

### CAL FCの監督として
ウィナルダは2012年以来Cal FCの監督を務め、同年のUSオープンカップでは4回戦に駒を進め、USLプロフェッショナルリーグのウィルミントン・ハンマーヘッズFCに4-0という番狂わせを演じ、MLSのポートランド・ティンバーズにも1-0と勝利した。
Cal FCのティンバーズに対しての勝利は、アマチュア組織であるUSASA史上初めてプロであるMLSのチームを倒したことでもあり、それはPK戦以外での勝利が初めてだということでもあった。これはUSオープンカップ史上最大の番狂わせであり、特筆すべきは、ティンバーズがレギュラーメンバーで戦っていたということであった。

### アトランタ・シルバーバックス時代
2012年7月2日、ウィナルダは北米サッカーリーグのアトランタ・シルバーバックスの暫定監督とチームアドバイザーに就任することが発表された。
2014年1月7日、シルバーバックスはウィナルダを今度は正式な監督として迎え入れ、テクニカルダイレクターの職も兼ねると発表した。これはプロのサッカークラブでも稀な兼任であった。

### サッカー解説者として
引退後、ウィナルダはESPNでサッカー解説者としてのキャリアを歩み始めた。
2006年のワールドカップの英語放送のスタジオ解説者として、ララスと共に仕事をこなした。ウィナルダは大会中に、アメリカ代表監督のブルース・アリーナに辛辣なコメントを呈していた。しかし、ワールドカップ後のMLSカップのプレーオフの解説を彼と一緒にこなした時には、友好的なペアとして、2007年のESPNがカバーする代表戦放送の解説を成功させた。同年のMLSではESPNとABCの解説者の一人として活躍した。
2008年、ロサンゼルスを基盤とした、MLSライセンスを持つメジャーリーグサッカーマガジン誌のコラムニストになった。
2009年8月には、FOXサッカーチャンネルがスティーブン・コーエンに代わり、毎週のサッカー討論番組、「FOXフットボールフォーンイン」の共同ホストを、CAL FCにおいてUSオープンカップで躍進した時のコーチであるニック・ウェブスターとすると発表した。さらに、ウィナルダはMLSチャンネルの解説者、UEFAチャンピオンズリーグのスタジオ解説者として、試合前、ハーフタイム、試合後の各箇所で解説を始めた。
2010年の6月から7月にかけて、ヤフースポーツのビデオブログ解説者としてもワールドカップをカバーしている。
彼はいま、FOXスポーツ1の毎日放送される番組、「FOXサッカーデイリー」の解説者をしている。

## 代表歴

### 出場大会
- アメリカ代表
  - 1990 FIFAワールドカップ
  - 1994 FIFAワールドカップ
  - 1998 FIFAワールドカップ

### 試合数
- 国際Aマッチ 105試合 34得点（1990年-2000年）[20]

| アメリカ代表 | 国際Aマッチ | 国際Aマッチ |
| 年           | 出場        | 得点        |
| ------------ | ----------- | ----------- |
| 1990         | 17          | 5           |
| 1991         | 15          | 2           |
| 1992         | 7           | 5           |
| 1993         | 9           | 2           |
| 1994         | 8           | 1           |
| 1995         | 8           | 3           |
| 1996         | 13          | 9           |
| 1997         | 11          | 4           |
| 1998         | 12          | 1           |
| 1999         | 1           | 1           |
| 2000         | 4           | 1           |
| 通算         | 105         | 34          |

### 得点
| #  | 日時           | 場所                               | 対戦相手             | スコア | 最終結果 | 大会                         |
| -- | -------------- | ---------------------------------- | -------------------- | ------ | -------- | ---------------------------- |
| 1  | 1990年2月4日   | マイアミ, フロリダ州               | コロンビア           | 1–1    | 1–1      | マルボロカップ               |
| 2  | 1990年4月8日   | セントルイス, ミズーリ州           | アイスランド         | 1–0    | 4–1      | 親善試合                     |
| 3  | 1990年4月8日   | セントルイス, ミズーリ州           | アイスランド         | 2–0    | 4–1      | 親善試合                     |
| 4  | 1990年5月5日   | ピスタカウェイ, ニュージャージー州 | マルタ               | 1–0    | 1–0      | 親善試合                     |
| 5  | 1990年5月30日  | エッシェン, リヒテンシュタイン     | リヒテンシュタイン   | 3–1    | 4–1      | 親善試合                     |
| 6  | 1991年6月1日   | ボストン, マサチューセッツ州       | アイルランド         | 1–0    | 1–0      | 親善試合                     |
| 7  | 1991年7月1日   | パサデナ, カリフォルニア州         | グアテマラ           | 3–0    | 3–0      | 1991 CONCACAFゴールドカップ  |
| 8  | 1992年2月2日   | ポンティアック, ミシガン州         | CIS                  | 1–0    | 2–1      | 親善試合                     |
| 9  | 1992年4月4日   | パロアルト, カリフォルニア州       | チリ                 | 2–0    | 5–0      | 親善試合                     |
| 10 | 1992年4月4日   | パロアルト, カリフォルニア州       | チリ                 | 5–0    | 5–0      | 親善試合                     |
| 11 | 1992年4月29日  | ダブリン, アイルランド             | アイルランド         | 1–4    | 1–4      | 親善試合                     |
| 12 | 1992年10月19日 | リヤド, サウジアラビア             | コートジボワール     | 3–1    | 5–2      | キング・ファハド・カップ1992 |
| 13 | 1993年7月10日  | ダラス, テキサス州                 | ジャマイカ           | 1–0    | 1–0      | 1993 CONCACAFゴールドカップ  |
| 14 | 1993年7月14日  | ダラス, テキサス州                 | パナマ               | 1–1    | 2–1      | 1993 CONCACAFゴールドカップ  |
| 15 | 1994年6月18日  | ポンティアック, ミシガン州         | スイス               | 1–1    | 1–1      | 1994 FIFAワールドカップ      |
| 16 | 1995年7月8日   | パイサンドゥー, ウルグアイ         | チリ                 | 1–0    | 2–1      | コパ・アメリカ1995           |
| 17 | 1995年7月8日   | パイサンドゥー, ウルグアイ         | チリ                 | 2–0    | 2–1      | コパ・アメリカ1995           |
| 18 | 1995年7月14日  | パイサンドゥー, ウルグアイ         | アルゼンチン         | 3–0    | 3–0      | コパ・アメリカ1995           |
| 19 | 1996年1月12日  | アナハイム, カリフォルニア州       | トリニダード・トバゴ | 1–1    | 3–2      | 1996 CONCACAFゴールドカップ  |
| 20 | 1996年1月12日  | アナハイム, カリフォルニア州       | トリニダード・トバゴ | 2–1    | 3–2      | 1996 CONCACAFゴールドカップ  |
| 21 | 1996年1月15日  | アナハイム, カリフォルニア州       | エルサルバドル       | 1–0    | 2–0      | 1996 CONCACAFゴールドカップ  |
| 22 | 1996年1月20日  | ロサンゼルス, カリフォルニア州     | グアテマラ           | 1–0    | 3–0      | 1996 CONCACAFゴールドカップ  |
| 23 | 1996年5月26日  | ニューブリテン, コネチカット州     | スコットランド       | 1–1    | 2–1      | 親善試合                     |
| 24 | 1996年6月16日  | パサデナ, カリフォルニア州         | メキシコ             | 1–0    | 2–2      | 1996 U.S.カップ              |
| 25 | 1996年8月30日  | ロサンゼルス, カリフォルニア州     | エルサルバドル       | 2–0    | 3–1      | 親善試合                     |
| 26 | 1996年11月3日  | ワシントンD.C.                     | グアテマラ           | 1–0    | 2–0      | 1998ワールドカップ予選       |
| 27 | 1996年11月10日 | リッチモンド, バージニア州         | トリニダード・トバゴ | 2–0    | 2–0      | 1998ワールドカップ予選       |
| 28 | 1997年1月29日  | 昆明, 中国                         | 中国                 | 1–2    | 1–2      | 親善試合                     |
| 29 | 1997年3月16日  | パロアルト, カリフォルニア州       | カナダ               | 1–0    | 3–0      | 1998ワールドカップ予選       |
| 30 | 1997年3月23日  | サンホセ (コスタリカ), コスタリカ  | コスタリカ           | 1–1    | 2–3      | 1998ワールドカップ予選       |
| 31 | 1997年10月8日  | ワシントンD.C.                     | ジャマイカ           | 1–0    | 1–1      | 1998ワールドカップ予選       |
| 32 | 1998年2月1日   | オークランド, カリフォルニア州     | キューバ             | 2–0    | 3–0      | 1998 CONCACAFゴールドカップ  |
| 33 | 1999年11月17日 | マラケシュ, モロッコ               | モロッコ             | 1–1    | 1–2      | 親善試合                     |
| 34 | 2000年2月12日  | マイアミ, フロリダ州               | ハイチ               | 2–0    | 3–0      | 2000 CONCACAFゴールドカップ  |